# Thom Argauer

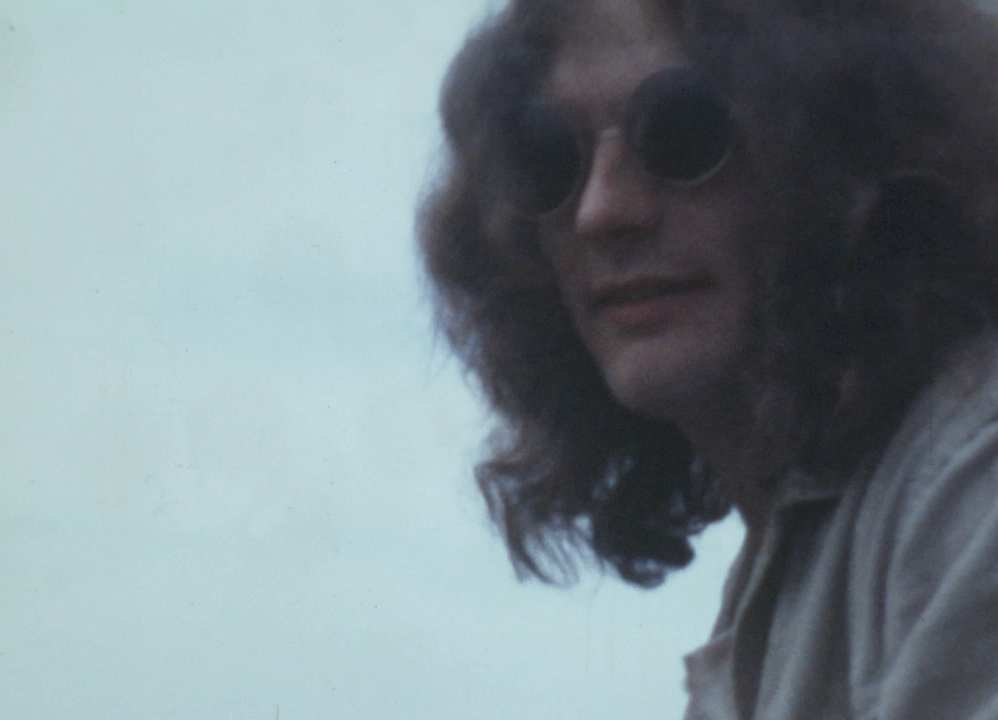
Thom Argauer (1971)

Thom Argauer (* 4. Januar 1948 in Kempten (Allgäu); † 12. März 1999 in München) war ein deutscher Musiker und Maler.

## Leben und Werk
Thom Argauer legte 1970 im Landheim Ammersee sein Abitur ab. Im selben Jahr gründete er in München die Musikgruppe Siloah, die Psychedelic Rock spielte und zwei Underground-LPs herausbrachte: 1970 Siloah und 1972 Sukram Gurk. Beide sind heute sehr gesucht und werden als Erstpressungen mit jeweils etwa 1000 € in neuwertigem Zustand gehandelt. Inzwischen gibt es mehrere Neuausgaben davon, sowohl als LP als auch als CD. Thom Argauer war als Gründer die treibende Kraft der Gruppe und ihr einziges GEMA-Mitglied. Er lebte mit der Band und Freunden in einem kleinen Haus in München-Allach, das er von seiner Großmutter geerbt hatte. Auf seinen Anteil am Erbe der elterlichen Spedition Argauer verzichtete er jedoch, da das nicht seinem Lebensentwurf entsprach – er sah sich als Künstler, nicht als Geschäftsmann.
Von 1970 bis 1976 studierte Thom Argauer an der Akademie der Bildenden Künste München, wo er bei Karl Fred Dahmen sein Diplom für Malerei und Graphik erwarb. 1978 machte er sein 2. Staatsexamen für Kunsterziehung. Von 1979 bis 1980 hatte er ein Stipendium des Deutschen Akademischen Austauschdienstes in Paris. 1982 gründete er zusammen mit Thomas Meissner das Kunstbüro MehrWert München und gab mit ihm von 1983 bis 1984 eine Kunstzeitschrift heraus. Seit 1982 war Thom Argauer Kunsterzieher am Werner-von-Siemens-Gymnasium in München. 1989 bekam er den Society of Illustrators Award. Seit 1977 wirkte er als freischaffender Maler und hatte etwa 30 Einzelausstellungen und 50 Gruppenausstellungen. Nebenher gestaltete er einige CD-Cover. Er begann in den siebziger Jahren, von der Pop-Art inspiriert, zunächst mit Siebdrucken und fotorealistischen Bildern von Alltagsgegenständen und technischen Objekten. In Auseinandersetzung mit strukturalistischen Theorien wurde er in den achtziger Jahren dann mit seinen hauptsächlich monochromen Werken ein Pionier der radikalen Malerei, die die Mittel der Kunst selbst dekonstruiert und verfremdet hat. Thom Argauer starb am 12. März 1999 an einem Gehirntumor.

## Buchveröffentlichung
- Thom Argauer: Malerei 1987–1990. Edition Ralph Thoms, München 1991.